# Petrolisthes granulosus
Petrolisthes granulosus is een tienpotigensoort uit de familie van de Porcellanidae. De wetenschappelijke naam van de soort is voor het eerst geldig gepubliceerd in 1835 door Guérin.